# Emily Brontë
Emily Jane Brontë (ejtsd: emili dzséjn bronti) (Thornton, 1818. július 30. – Haworth, 1848. december 19.) angol költőnő és regényíró, az angol romantika talán legnagyobb prózaírója, a Brontë nővérek három tagja közül a második. Egyetlen regénye, az Üvöltő szelek (Wuthering Heights) nemcsak az angol irodalom egyik klasszikusa, de sokak szerint az első modern angol regény is. Írói álneve Ellis Bell volt.

## Élete
Emily a yorkshire-i Thorntonban született Patrick Brontë és Maria Branwell ötödik gyermekeként (a hat közül). A Brontë család ír származású volt. 1820-ban a család Haworth-ba költözött, ahol édesapja káplán lett. Ebben a környezetben mutatkozott meg igazán tehetsége az irodalomhoz. Gyermekkorában, édesanyja halála után, a három nővér – Charlotte, Emily, Anne – és fiútestvérük, Branwell képzeletbeli birodalmakat találtak ki (Angria, Gondal, Gaaldine) és történeteket írtak hozzájuk.
1837 októberében Emily nevelőnőként kezdett dolgozni Miss Patchett női akadémián Law Hill Hall-ban, Halifax közelében. 1842 februárjától Charlotte-tal egy magániskolába járt Brüsszelbe, majd iskolát nyitottak az otthonukban, ám nem voltak tanulóik.
Miután nővére, Charlotte felfedezte, hogy Emily költői tehetség, nővérével és húgával 1846-ban elhatározták, hogy a költeményeikből kiadnak egy gyűjteményt. Hogy elkerüljék a női írók elleni kortárs előítéleteket, írói álneveket vettek fel. Mind a hárman megtartották nevük kezdőbetűit. Így lett Charlotte Currer Bell, Anne Acton Bell, és Emily Ellis Bell.
Emily 1847-ben publikálta egyetlen regényét, az Üvöltő szeleket három kötetben (a harmadik kötet húga, Anne Agnes Grey-ét tartalmazta). Innovatív szerkezete meglepte a kritikusokat, emiatt vegyes fogadtatása volt, mikor először megjelent. Később az angol irodalmi egyik klasszikusává vált. 1850-ben Charlotte önálló regényként újra kiadatta, Emily igazi nevével.
Mint a nővérei, ő is elég sokat betegeskedett a sanyarú otthoni és iskolai viszonyok miatt. Szeptemberben, a bátyja temetése alatt megfázott, ám minden orvosi kezelést elutasított. Így halt meg tuberkulózisban 1848. december 19-én.

## Magyarul
- Üvöltő szelek; ford. Sőtér István; Athenaeum, Bp., 1940 (Híres könyvek)
- Emily Brontë versei; vál., utószó Kiss Zsuzsa, ford. Csengery Kristóf et al.; Európa, Bp., 1988 (Lyra mundi)
- Üvöltő szelek; ford. Borbás Mária; Európa, Bp., 1993 (Európa klasszikus regények)
- Üvöltő szelek; ford. Feldmár Terézia; Ulpius-ház, Bp., 2006